# Frank Thring
Frank Thring (Francis William Thring Jr.: Melbourne, 11 de mayo de 1926-Melbourne, 29 de diciembre de 1994) fue un actor australiano de actuación memorable en la película Ben-Hur como Poncio Pilato y en Rey de reyes como Herodes Antipas. Nacido en el seno de una familia bien conocida en el negocio de la farándula, murió en su ciudad natal aquejado de cáncer.

## Biografía
Fue un actor lo suficientemente versátil como para asumir otro tipo de papeles, pero los personajes antes mencionados eclipsaron el resto de sus trabajos. Su tipo fue de villano, pero pudo interpretar roles de personajes amigables. Su padre, Frank Thring Sr., encabezó exitosamente los Estudios Eftee en los años veinte en Melbourne, y se dice que inventó la claqueta que actualmente se usa en los rodajes de películas. Frank Junior era solo un niño educado en una escuela privada a la sombra de los negocios de su familia cuando su padre murió. Él solo tenía diez años. Después de su graduación de la escuela, sirvió en la Fuerza aérea aunque con limitaciones. Frank Thring Jr. hace su debut en 1945, a los diecinueve años de edad, y pronto se hace actor y director de su propio grupo de teatro, La Fecha, en Melbourne. Actúa en Londres en los años cincuenta con gran éxito, y Kirk Douglas, al verlo en escena, le sugiere que se traslade a Hollywood a hacer películas.
Sus películas incluyen papeles como el capitán Garfio en la película Peter Pan, de Peggy Cummins; Los vikingos (1958), con Kirk Douglas, como Aella el monarca usurpador; su primer filme, The Flaming Sword (1958), como Gar; su gran actuación como Poncio Pilatos en Ben-Hur (1959), con Charlton Heston; A Question of Adultery (1959), como el señor Stanley; King of Kings (1961), como Herodes Antipas; El Cid (1961), nuevamente con Charlton Heston, como Al Kadir; otro papel importante fue en Age of Consent (1969), como Godfrey, el distribuidor de Arte; Ned Kelly (1970), con Mick Jagger, como el juez Barry; Alvin Purple Rides Again (1974), como Fingers; The Man from Hong Kong (1975), como Willard; Mad Dog Morgan (1976), como el superintendente Cobb; Mad Max Beyond Thunderdome (1985), con Mel Gibson y Tina Turner, como el coleccionista; Death of a Soldier (1986), como el predicador; Howling III: The Marsupials (1987), como Jack Citron, y Hercules Returns (1993), como Zeus (voz), su última película.
En la televisión, Frank apareció en Skippy (1966), como el doctor Alexander Stark; Up the Convicts (1976); la miniserie Bodyline (1984), y The Gerry Connolly (1988), como él mismo. Todas ellas producciones de la televisión australiana. También apareció en un episodio de Misión: Imposible en 1988. Se quedó en su Australia natal aun cuando rodaba películas y series de televisión. Luchó contra el alcoholismo en los últimos años de su vida y eso afectó a su carrera. Trabajó un tiempo en un teatro y como crítico televisivo, algo para lo que le fue muy útil su estilo mordaz. En los años cincuenta, estuvo casado brevemente con Joan Cunliffe.